# Marcel Guenin
Marcel Guenin é um físico e matemático suíço.
É professor emérito da Universidade de Genebra.
Obteve o doutorado na Universidade de Genebra, orientado por Ernst Stueckelberg, com a tese Opérateurs de champ antilinéaires, T- et CP-covarianc.
De 1983 a 1987 foi reitor da Universidade de Genebra.
Jean-Pierre Eckmann foi um de seu orientados.